# Список прем'єр-міністрів Азербайджану
В статті подано список прем'єр-міністрів Азербайджану, що керували урядами Азербайджану з 1918 року донині. З моменту проголошення Азербайджанської Демократичної Республіки було введено посаду Голови Ради Міністрів. В роки радянської влади главою уряду був Голова Ради Народних Комісарів, а згодом Голова Ради Міністрів. Із здобуттям Азербайджаном незалежності було започатковано посаду Прем'єр-міністра. Прем'єр-міністр Азербайджану призначається Президентом Азербайджану за згодою Міллі Меджлісу Азербайджану.
Кольори рядків відповідають політичним партіям, до яких належав глава уряду на момент його перебування на посту Прем'єр-міністра.

## Список прем'єрів

### Голови Ради МіністрівАзербайджанської Демократичної Республіки
| № | Ім'я                    | Фото | Роки правління                   | Партія       | Глава держави |
| - | ----------------------- | ---- | -------------------------------- | ------------ | ------------- |
| 1 | Фаталі Хан Хойський     |      | 28 травня 1918 — 14 квітня 1919  | безпартійний | немає         |
| 2 | Насіб-бек Усуббеков     |      | 28 травня 1919 — 30 березня 1920 | Мусават      | немає         |
| 3 | Мамед Гасан Гаджинський |      | 30 березня 1920 — 28 квітня 1920 | Мусават      | немає         |

### Глави урядівАзербайджанської РСР
| №                                                   | Ім'я               | Фото | Роки правління                      | Партія   | Перший секретар ЦК КП                            |  |  |
| Голови Ради Народних Комісарів Азербайджанської РСР |                    |      |                                     |          |                                                  |  |  |
| 4                                                   | Наріман Наріманов  |      | 28 квітня 1920 — 6 травня 1922      | РСДРП(б) | Сергій Кіров Рухулла Ахундов                     |  |  |
| 5                                                   | Газанфар Мусабеков |      | 6 травня 1922 — 14 березня 1930     | ВКП(б)   | Сергій Кіров Левон Мірзоян Микола Гикало         |  |  |
| 6                                                   | Дадаш Буніатзаде   |      | 14 березня 1930 — 23 жовтня 1932    | ВКП(б)   | Володимир Полонський                             |  |  |
| 7                                                   | Мір Багіров        |      | 23 жовтня 1932 — 12 грудня 1933     | ВКП(б)   | Володимир Полонський Рубен Рубенов               |  |  |
| 8                                                   | Усейн Рахманов     |      | 12 грудня 1933 — 22 серпня 1937     | ВКП(б)   | Мір Багіров                                      |  |  |
| 9                                                   | Теймур Кулієв      |      | 13 листопада 1937 — 28 березня 1946 | ВКП(б)   | Мір Багіров                                      |  |  |
| Голови Ради Міністрів Азербайджанської РСР          |                    |      |                                     |          |                                                  |  |  |
| 10                                                  | Теймур Кулієв      |      | 28 березня 1946 — 6 квітня 1953     | КПРС     | Мір Багіров                                      |  |  |
| 11                                                  | Мір Багіров        |      | 6 квітня 1953 — 20 липня 1953       | КПРС     | Мір Якубов                                       |  |  |
| 12                                                  | Теймур Кулієв      |      | 20 липня 1953 — 1 березня 1954      | КПРС     | Мір Якубов                                       |  |  |
| 13                                                  | Садиг Рагімов      |      | 1 березня 1954 — 8 липня 1958       | КПРС     | Імам Мустафаєв                                   |  |  |
| 14                                                  | Велі Ахундов       |      | 8 липня 1958 — 10 липня 1959        | КПРС     | Імам Мустафаєв                                   |  |  |
| 15                                                  | Мамед Іскендеров   |      | 10 липня 1959 — 29 грудня 1961      | КПРС     | Велі Ахундов                                     |  |  |
| 16                                                  | Енвер Аліханов     |      | 29 грудня 1961 — 10 квітня 1970     | КПРС     | Велі Ахундов Гейдар Алієв                        |  |  |
| 17                                                  | Алі Ібрагімов      |      | 10 квітня 1970 — 22 січня 1981      | КПРС     | Гейдар Алієв                                     |  |  |
| 18                                                  | Гасан Сеїдов       |      | 22 січня 1981 — 27 січня 1989       | КПРС     | Гейдар Алієв Кямран Багіров Абдул-Рахман Везіров |  |  |
| 19                                                  | Аяз Муталібов      |      | 27 січня 1989 — 26 січня 1990       | КПРС     | Абдул-Рахман Везіров                             |  |  |
| 20                                                  | Гасан Гасанов      |      | 26 січня 1990 — 7 лютого 1991       | КПРС     | Аяз Муталібов                                    |  |  |

### Прем'єр-міністриАзербайджанупісля 1991 року
| №  | Ім'я             | Фото | Роки правління                      | Партія                      | Президент                                       |
| -- | ---------------- | ---- | ----------------------------------- | --------------------------- | ----------------------------------------------- |
| 21 | Гасан Гасанов    |      | 7 лютого 1991 — 4 квітня 1992       | безпартійний                | Аяз Муталібов                                   |
| 22 | Фейруз Мустафаєв |      | 4 квітня 1992 — 14 травня 1992      | безпартійний                | в.о. Ягуб Мамедов                               |
| 23 | Рагім Гусейнов   |      | 14 травня 1992 — 30 січня 1993      | безпартійний                | Аяз Муталібов в.о. Іса Гамбар Абульфаз Ельчибей |
| 24 | Алі Масімов      |      | 5 лютого 1993 — 28 квітня 1993      | Народний фронт Азербайджану | Абульфаз Ельчибей                               |
| 25 | Панах Гусейнов   |      | 28 квітня 1993 — 30 червня 1993     | Народний фронт Азербайджану | Абульфаз Ельчибей                               |
| 26 | Сурет Гусейнов   |      | 30 червня 1993 — 7 жовтня 1994      | Військовий                  | Гейдар Алієв                                    |
| 27 | Фуад Гулієв      |      | 7 жовтня 1994 — 2 травня 1995       | Новий Азербайджан           | Гейдар Алієв                                    |
| 28 | Фуад Гулієв      |      | 2 травня 1995 — 20 липня 1996       | Новий Азербайджан           | Гейдар Алієв                                    |
| 29 | Артур Расізаде   |      | 20 липня 1996 — 26 листопада 1996   | Новий Азербайджан           | Гейдар Алієв                                    |
| 30 | Артур Расізаде   |      | 26 листопада 1996 — 4 серпня 2003   | Новий Азербайджан           | Гейдар Алієв                                    |
| 31 | Ільхам Алієв     |      | 4 серпня 2003 — 4 листопада 2003    | Новий Азербайджан           | Гейдар Алієв                                    |
| 32 | Артур Расізаде   |      | з 4 листопада 2003 — 21 квітня 2018 | Новий Азербайджан           | Ільхам Алієв                                    |
| 33 | Новруз Мамедов   |      | 21 квітня 2018 — 8 жовтня 2019      | Новий Азербайджан           | Ільхам Алієв                                    |
| 33 | Алі Асадов       |      | з 8 жовтня 2019                     | Новий Азербайджан           | Ільхам Алієв                                    |